# Puchar Ameryki Północnej w skeletonie 2021/2022
Puchar Ameryki Północnej w skeletonie w sezonie 2021/2022 – to 22. edycja tej imprezy. Cykl rozpoczął się w kanadyjskim Whistler 7 listopada 2021 r., a zakończył się w amerykańskim Lake Placid 15 grudnia 2021 r. Łącznie zostało rozegranych 16 konkursów: 8 dla mężczyzn i 8 dla kobiet.

## Kalendarz Pucharu Ameryki Północnej
| Lp.    | Data          | Miejscowość | Konkurencja | 1. miejsce            | 2. miejsce                    | 3. miejsce        |
| ------ | ------------- | ----------- | ----------- | --------------------- | ----------------------------- | ----------------- |
| 1. PAP | 7-9.11.2021   | Whistler    | Mężczyźni   | Alexander Schlintner  | Andrew Blaser                 | Evan Neufeldt     |
| 1. PAP | 7-9.11.2021   | Whistler    | Kobiety     | Nicole Rocha Silveira | Hallie Clarke                 | Madison Charney   |
| 1. PAP | 7-9.11.2021   | Whistler    | Mężczyźni   | Alexander Schlintner  | David Park                    | Ander Mirambell   |
| 1. PAP | 7-9.11.2021   | Whistler    | Kobiety     | Nicole Rocha Silveira | Madison Charney               | Hallie Clarke     |
| 1. PAP | 7-9.11.2021   | Whistler    | Mężczyźni   | Evan Neufeldt         | Andrew Blaser                 | Brendan Doyle     |
| 1. PAP | 7-9.11.2021   | Whistler    | Kobiety     | Nicole Rocha Silveira | Madison Charney               | Hallie Clarke     |
| 2. PAP | 19-20.11.2021 | Park City   | Mężczyźni   | Felix Seibel          | Daniił Romanow Lukas Nydegger | –                 |
| 2. PAP | 19-20.11.2021 | Park City   | Kobiety     | Nicole Rocha Silveira | Sara Roderick                 | Savannah Graybill |
| 2. PAP | 19-20.11.2021 | Park City   | Mężczyźni   | Felix Seibel          | Daniił Romanow                | Lukas Nydegger    |
| 2. PAP | 19-20.11.2021 | Park City   | Kobiety     | Nicole Rocha Silveira | Alena Frołowa                 | Madison Charney   |
| 3. PAP | 13-15.12.2021 | Lake Placid | Mężczyźni   | Ander Mirambell       | Nicholas Timmings             | Jared Firestone   |
| 3. PAP | 13-15.12.2021 | Lake Placid | Kobiety     | Kim Eun-ji            | Lee Jeong-hyeok               | Leslie Stratton   |
| 3. PAP | 13-15.12.2021 | Lake Placid | Mężczyźni   | Nicholas Timmings     | Jared Firestone               | Ander Mirambell   |
| 3. PAP | 13-15.12.2021 | Lake Placid | Kobiety     | Kim Eun-ji            | Lee Jeong-hyeok               | Leslie Stratton   |
| 3. PAP | 13-15.12.2021 | Lake Placid | Mężczyźni   | Nicholas Timmings     | Jared Firestone               | Ander Mirambell   |
| 3. PAP | 13-15.12.2021 | Lake Placid | Kobiety     | Kim Eun-ji            | Leslie Stratton               | Lee Jeong-hyeok   |

## Klasyfikacja

### Kobiety
| Miejsce | Zawodniczka           | WHI | WHI | WHI | PCI | PCI | LPD | LPD | LPD | Punkty |
| ------- | --------------------- | --- | --- | --- | --- | --- | --- | --- | --- | ------ |
| 1.      | Nicole Rocha Silveira | 1.  | 1.  | 1.  | 1.  | 1.  | –   | –   | –   | 375    |
| 2.      | Lee Jeong-hyeok       | 13. | 7.  | 10. | 14. | 12. | 2.  | 2.  | 3.  | 333    |
| 3.      | Leslie Stratton       | 7.  | DNS | 7.  | 13. | 8.  | 3.  | 3.  | 2.  | 313    |
| 4.      | Kim Eun-ji            | 18. | 16. | 8.  | –   | –   | 1.  | 1.  | 1.  | 297    |
| 5.      | Madison Charney       | 3.  | 2.  | 2.  | 6.  | 3.  | –   | –   | –   | 280    |
| 6.      | Grace Dafoe           | 10. | 6.  | 5.  | 16. | DSQ | 7.  | 5.  | 5.  | 265    |
| 7.      | Hallie Clarke         | 2.  | 3.  | 3.  | 5.  | 6.  | –   | –   | –   | 260    |
| 8.      | Natalie Coughlin      | 15. | 11. | 13. | 20. | DSQ | 4.  | 4.  | 4.  | 240    |
| 9.      | Laura Vargas          | 8.  | 18. | 9.  | 19. | 11. | 8.  | 8.  | 7.  | 240    |
| 10.     | Katie Tannenbaum      | 11. | 14. | DNF | 10. | DSQ | 6.  | 7.  | 8.  | 200    |

### Mężczyźni
| Miejsce | Zawodnik             | WHI | WHI | WHI | PCI | PCI | LPD | LPD | LPD | Punkty |
| ------- | -------------------- | --- | --- | --- | --- | --- | --- | --- | --- | ------ |
| 1.      | Nicholas Timmings    | 9.  | 9.  | 8.  | 10. | 20. | 2.  | 1.  | 1.  | 363    |
| 2.      | Ander Mirambell      | 5.  | 3.  | DNS | 7.  | 7.  | 1.  | 3.  | 3.  | 361    |
| 3.      | Brendan Doyle        | 8.  | 12. | 3.  | 12. | DNS | 5.  | 5.  | 6.  | 277    |
| 4.      | Jared Firestone      | 22. | 14. | 7.  | 27. | 23. | 3.  | 2.  | 2.  | 268    |
| 5.      | Andrew Blaser        | 2.  | 8.  | 2.  | 4.  | 4.  | –   | –   | –   | 266    |
| 6.      | David Park           | 25. | 2.  | 10. | 16. | 16. | –   | 7.  | 4.  | 231    |
| 7.      | Manuel Schwärzer     | 10. | 5.  | 4.  | 11. | 6.  | –   | –   | –   | 197    |
| 8.      | Akwasi Frimpong      | 19. | 20. | 22. | 23. | 12. | 6.  | 6.  | 5.  | 196    |
| 9.      | Alexander Schlintner | 1.  | 1.  | –   | 8.  | –   | –   | –   | –   | 186    |
| 10.     | Ryan Kuehn           | 16. | 15. | 18. | –   | 10. | 4.  | –   | 8.  | 176    |